# Nový Bor
Nový Bor (in tedesco Haida) è una città della Repubblica Ceca facente parte del distretto di Česká Lípa, nella regione di Liberec.